# Fatima Sultan
Fatima Sultan (tatarsko Fatıymasoltan, Фатыймасолтан, فاطمه سلطان‎) je bila od leta 1679 do 1681 kanbika (kraljica) Kasimskega kanata, * neznano, † 1681.
Bila je hčerka Aga Mohamed Šaha Kuli Sajeda in žena kasimskega kana Arslangalija. Po moževi smrti leta 1627 je ruski car Mihael Romanov imenoval njo in njenega očeta za regenta njenega tri leta starega sina Sajeda Borhana. Do Borhanovega odstopa leta 1679 se je Fatima Sultan upirala poroki s kakšnim ruskim knezom in pokristjanjevanju in diskriminaciji muslimanov, ki jih je izvajala moskovska oblast.  Po Borhanovem odstopu je kot zadnja kasimska kraljica vladala samo nekaj let. Po njeni smrti je bil Kasimski kanat ukinjen.

## Vir
- Fatima Soltan/Фатима Солтан. Tatar Encyclopaedia (tatarščina). Kazan: The Republic of TatarstanAcademy of Sciences. Institution of the Tatar Encyclopaedia. 2002.

| Fatima Sultan DžingisidiRojen: neznano Umrl: 1681 |                                   |                                   |
| Vladarski nazivi                                  |                                   |                                   |
| Predhodnik: Sajed Borhan                          | Kanum Kasimskega kanata 1679—1681 | Naslednik: nihče, ukinitev kanata |